# Separación de privilegios
En programación, separación de privilegios es una técnica que se usa para atenuar el daño potencial de un ataque a la seguridad de una computadora.
En su forma más básica, un programa de computadora se bifurca en dos procesos. El programa principal se descarta de privilegios y el programa más pequeño mantiene privilegios de manera de poder realizar una tarea determinada. Las dos partes se comunican mediante un par de sockets. Así, cualquier ataque exitoso contra el programa principal ganará un acceso mínimo, a pesar de que el par de programas será aún capaz de realizar operaciones privilegiadas.